# ویاچسلاف یونوف
ویاچسلاف یونوف (انگلیسی: Vyacheslav Ionov; ۲۶ ژوئن ۱۹۴۰ – ۲۵ ژوئن ۲۰۱۲) قایقران کانو اهل اتحاد جماهیر شوروی سوسیالیستی بود.